# Bygdedräkter i Färnebo härad
Bygdedräkter i Färnebo härad.

## Brattfors socken
Bouppteckningsgranskning visar att en uniform klädsel inte funnits i bygden . Mössa, överdel eller särk, livstycke, kjol och förkläde finns alltid upptagna, men materialet i de olika plaggen är mycket varierande, även om uppteckningarna kommer från två granngårdar. Det fanns hemvävd "vallmar” men också olika fina köptyg.
Den färdiga dräkten ogillades av  Värmlands hemslöjds dräktnämnd.
| Plaggtyp   | Beskrivning | Ursprung |
| ---------- | --- | --- |
| Kjol       | Grönt ylle tuskaft | Kuddvar från bergsmansgården Käm, tre mil från Brattsfors                                                                                              |
| Liv        | Enligt vanlig modell Gult siden Broderi från mössa Helst med åttastråliga sidenstjärnnbroderier genom siden och foder | Material enligt borttappat original med detaljer återskapade från påstådd tillhörande mössa                                                            |
| Överdel    | | |
| Förkläde   | Vitt | Likt Nordiska museets utställda exemplar. Bouppteckningar visar ofta vita förkläden, ibland med spetsar                                                |
| Halskläde  | Brosch av silver, krönt hjärta                                                                                        | Förebild hos Helge Henriksson, Västerud |
| Huvudbonad | Gul mössa med stycke och broderi                                                                                      | Fru Kullberg, Lungstorp, upphittat i Filipstads hembygdsgård och sägande tillhöra det borttappade livet. Blekt till svag rosa men gult i skyddade veck |
| Ytterplagg | | |
| Fotdon     | | |